# 1270

## Родени
- 12 март – Шарл, френски принц

## Починали
- 3 май – Бела IV, крал на Унгария
- 25 август – Луи IX, крал на Франция